# Jan Matouš
Jan Matouš (ur. 30 maja 1961 we Vrchlabí) – czeski biathlonista startujący w barwach Czechosłowacji, dwukrotny medalista mistrzostw świata.

## Kariera
Pierwszy sukces w karierze osiągnął w 1981 roku, kiedy zdobył srebrny medal w sztafecie na mistrzostwach świata juniorów w Lahti.
W Pucharze Świata zadebiutował 27 stycznia 1983 roku w Ruhpolding, kiedy zajął piąte miejsce w biegu indywidualnym. Tym samym już w debiucie zdobył pierwsze punkty. Na podium zawodów tego cyklu pierwszy raz stanął 8 marca 1986 roku w Lahti, zajmując drugie miejsce w tej samej konkurencji. W zawodach tych rozdzielił na podium Petera Angerera z RFN i Włocha Andreasa Zingerle. W kolejnych startach jeszcze pięć razy stawał na podium, odnosząc przy tym dwa zwycięstwa: 8 stycznia 1987 roku i 19 stycznia 1989 roku w Borowcu wygrywał bieg indywidualny. Najlepsze wyniki osiągał w sezonie 1986/1987, kiedy zajął trzecie miejsce w klasyfikacji generalnej, za Frankiem-Peterem Roetschem z NRD i Fritzem Fischerem z RFN.
Podczas mistrzostw świata w Lake Placid w 1987 roku wywalczył swój pierwszy medal wśród seniorów. Zajął tam trzecie miejsce w biegu indywidualnym, przegrywając tylko z Frankiem-Peterem Roetschem i Joshem Thompsonem z USA. Był to pierwszy w historii medal dla Czechosłowacji w tej konkurencji. Na rozgrywanych trzy lata później mistrzostwach świata w Mińsku/Oslo/Kontiolahti wspólnie z Tomášem Kosem, Ivanem Masaříkiem i Jiřím Holubcem zdobył srebrny medal w biegu drużynowym. Był też między innymi piąty w sprincie na mistrzostwach świata w Oslo w 1986 roku.
W 1984 roku wystartował na igrzyskach olimpijskich w Sarajewie, gdzie zajął dziesiąte miejsce w biegu indywidualnym, dziewiąte w sprincie i szóste w sztafecie. Brał też udział w igrzyskach w Calgary cztery lata później, plasując się na 14. pozycji w biegu indywidualnym, 16. w sprincie i 11. w sztafecie.

## Osiągnięcia

### Igrzyska olimpijskie
| Rok  | Miejscowość | Konkurencje | Konkurencje | Konkurencje | Konkurencje | Konkurencje | Konkurencje | Konkurencje |
| Rok  | Miejscowość | IN          | SP          | PU          | MS          | RL          | MR          | SR          |
| ---- | ----------- | ----------- | ----------- | ----------- | ----------- | ----------- | ----------- | ----------- |
| 1984 | Sarajewo    | 10.         | 9.          | nd.         | nd.         | 6.          | nd.         | –           |
| 1988 | Calgary     | 14.         | 16.         | nd.         | nd.         | 11.         | nd.         | –           |

### Mistrzostwa świata
| Rok  | Miejscowość            | Konkurencje | Konkurencje | Konkurencje | Konkurencje | Konkurencje | Konkurencje | Konkurencje |
| Rok  | Miejscowość            | IN          | SP          | PU          | MS          | RL          | MR          | SR          |
| ---- | ---------------------- | ----------- | ----------- | ----------- | ----------- | ----------- | ----------- | ----------- |
| 1983 | Anterselva             | 43.         | 23.         | nd.         | nd.         | 6.          | nd.         | –           |
| 1985 | Ruhpolding             | 17.         | 26.         | nd.         | nd.         | 6.          | nd.         | –           |
| 1986 | Oslo                   | 13.         | 5.          | nd.         | nd.         | 6.          | nd.         | –           |
| 1987 | Lake Placid            | 3.          | 13.         | nd.         | nd.         | 9.          | nd.         | –           |
| 1989 | Feistritz              | –           | 49.         | nd.         | nd.         | –           | nd.         | –           |
| 1990 | Mińsk/Oslo/Kontiolahti | 14.         | –           | nd.         | nd.         | –           | nd.         | –           |
| 1991 | Lahti                  | –           | –           | nd.         | nd.         | 10.         | nd.         | –           |

### Puchar Świata

#### Miejsca w klasyfikacji generalnej
| Sezon     | Miejsce |
| --------- | ------- |
| 1982/1983 | 25.     |
| 1983/1984 | 10.     |
| 1984/1985 | 28.     |
| 1985/1986 | 7.      |
| 1986/1987 | 3.      |
| 1987/1988 | 6.      |
| 1988/1989 | 22.     |
| 1989/1990 | 35.     |
| 1990/1991 | -       |
| 1991/1992 | -       |

#### Miejsca na podium chronologicznie
| Lp. | Dzień       | Rok  | Miejscowość | Konkurencja                | Lokata | Pudła   | Czas biegu | Strata  | Zwycięzca           |
| --- | ----------- | ---- | ----------- | -------------------------- | ------ | ------- | ---------- | ------- | ------------------- |
| 1.  | 8 marca     | 1986 | Lahti       | Bieg indywidualny na 20 km | 2.     | 1       | 1:08:34,0  | +32,0   | Peter Angerer       |
| 2.  | 8 stycznia  | 1987 | Borowec     | Bieg indywidualny na 20 km | 1.     | 0+0+0+0 | 1:03:26,5  | –       | –                   |
| 3.  | 24 stycznia | 1987 | Ruhpolding  | Sprint na 10 km            | 2.     | 0+0     | 28:28,1    | +31,8   | Fritz Fischer       |
| 4.  | 12 lutego   | 1987 | Lake Placid | Bieg indywidualny na 20 km | 3.     | 0+0+0+0 | 1:00:00,4  | +1:14,9 | Frank-Peter Roetsch |
| 5.  | 28 stycznia | 1988 | Ruhpolding  | Bieg indywidualny na 20 km | 3.     | 1+1+0+1 | 56:42,4    | +3:17,0 | Ernst Reiter        |
| 6.  | 19 stycznia | 1989 | Borowec     | Bieg indywidualny na 20 km | 1.     | 0+0+0+0 | 54:42,5    | –       | –                   |